# Boca Grande
Boca Grande é uma pequena comunidade residencial na Ilha Gasparilla, no sudoeste da Flórida. A ilha é parte dos condados de Charlotte e Lee, enquanto a vila de Boca Grande, que é o lar de muitos sazonais e alguns moradores o ano todo, fica inteiramente na parte do Condado de Lee. Faz parte do Cape Coral. Boca Grande é conhecida pelo seu charmoso centro autêntico, praias de areia, água azul e pesca de classe mundial.